# Яришнево
Яришнево — деревня в Тейковском районе Ивановской области России, входит в состав Нерльского городского поселения.

## География
Деревня расположена в 15 км на северо-запад от центра поселения посёлка Нерль и в 32 км на юго-запад от райцентра города Тейково.

## История
В 1 км к югу от деревни на берегу реки Нерль с XVIII века существовал погост Яришнево. В 1793 году на погосте вместо деревянной на средства прихожан была построена каменная церковь. Престолов в ней было два: в холодной — в честь Святителя и Чудотворца Николая, в теплом приделе — во имя святого великомученика Дмитрия Мироточивого. В 1893 году приход состоял из деревень Яришнево, Тестово, Москвино, Захарово, Дубасово, Большая Уронда, Гольцево. Всех дворов в приходе 227, мужчин — 672, женщин — 686. С 1872 года в деревне Яришнево существовала земская народная школа, помещавшаяся в наемном доме. В годы Советской Власти церковь была полностью разрушена.
В конце XIX — начале XX века деревня входила в состав Сахтышской волости Суздальского уезда Владимирской губернии.
С 1929 года деревня входила в состав Москвинского сельсовета Тейковского района, с 1954 года — в составе Думинского сельсовета, с 2005 года — в составе Нерльского городского поселения.

## Население
| 1859 | 1905 | 2010 |
| ---- | ---- | ---- |
| 201  | ↗250 | ↘25  |